# 2008년 하계 올림픽 배구 여자 예선
다음은 2008년 하계 올림픽 배구 여자 예선이다.

## 예선
| 대회                                                   | 날짜                    | 개최지   | 출전권 | 본선 진출국              |
| ------------------------------------------------------ | ----------------------- | -------- | ------ | ------------------------ |
| 개최국                                                 | 2001년 7월 13일         | 모스크바 | 1      | 중화인민공화국           |
| 2007 FIVB 여자 배구 그랑프리                           | 2007년 11월 2일 ~ 16일  | 일본     | 3      | 이탈리아 · 브라질 · 미국 |
| 올림픽 아프리카 예선                                   | 2008년 1월 22일 ~ 26일  | 블린다   | 1      | 알제리                   |
| 올림픽 아시아 예선                                     | 2008년 5월 17일 ~ 25일  | 도쿄     | 1      | 카자흐스탄               |
| 올림픽 유럽 예선                                       | 2008년 1월 15일 ~ 20일  | 할레     | 1      | 러시아                   |
| 올림픽 북아메리카 예선 보관됨 2012-12-22 - 웨이백 머신 | 2007년 12월 17일 ~ 22일 | 몬테레이 | 1      | 쿠바                     |
| 올림픽 남아메리카 예선                                 | 2008년 1월 3일 ~ 7일    | 리마     | 1      | 베네수엘라               |
| 올림픽 세계 예선                                       | 2008년 5월 17일 ~ 25일  | 도쿄     | 3      | 폴란드 · 세르비아 · 일본 |
| 합계                                                   |                         |          | 12     |                          |